# J'Adore
J'Adore este o revistă de shopping gratuită lansată în anul 2004 la Cluj.
În februarie 2007, revista J'Adore a fost lansată de trustul media Realitatea-Cațavencu și în București.
Revista se distribuie gratuit în cele mai importante magazine și cabinete de înfrumusețare și prezintă doar lucruri care pot fi cumpărate în orașul în care este publicată.
În mai 2009, revista J'adore s-a transformat în Shopping Report.
Din anul 2008, revista nu mai face parte din grupul Realitatea-Cațavencu.